# Echeveriasläktet
Echeveriasläktet (Echeveria) är ett växtsläkte i familjen fetbladsväxter med ca 150 arter från Amerika.

## Dottertaxa tillEcheveria, i alfabetisk ordning[1]
- Echeveria acutifolia
- Echeveria affinis
- Echeveria agavoides
- Echeveria alata
- Echeveria amoena
- Echeveria amphoralis
- Echeveria andicola
- Echeveria angustifolia
- Echeveria atropurpurea
- Echeveria australis
- Echeveria bakeri
- Echeveria ballsii
- Echeveria bella
- Echeveria bicolor
- Echeveria bifida
- Echeveria brachetii
- Echeveria calderoniae
- Echeveria calycosa
- Echeveria canaliculata
- Echeveria cante
- Echeveria carminea
- Echeveria carnicolor
- Echeveria chapalensis
- Echeveria chazaroi
- Echeveria chiclensis
- Echeveria chihuahuaensis
- Echeveria chilonensis
- Echeveria coccinea
- Echeveria colorata
- Echeveria compressicaulis
- Echeveria craigiana
- Echeveria crenulata
- Echeveria cuencaensis
- Echeveria cuspidata
- Echeveria dactylifera
- Echeveria decumbens
- Echeveria derenbergii
- Echeveria diffractens
- Echeveria elegans
- Echeveria eurychlamys
- Echeveria excelsa
- Echeveria fimbriata
- Echeveria fulgens
- Echeveria gibbiflora
- Echeveria gigantea
- Echeveria gilva
- Echeveria globuliflora
- Echeveria globulosa
- Echeveria goldmanii
- Echeveria gracilis
- Echeveria grisea
- Echeveria guatemalensis
- Echeveria gudeliana
- Echeveria halbingeri
- Echeveria harmsii
- Echeveria helmutiana
- Echeveria heterosepala
- Echeveria humilis
- Echeveria johnsonii
- Echeveria juarezensis
- Echeveria juliana
- Echeveria kimnachii
- Echeveria krahnii
- Echeveria laui
- Echeveria leucotricha
- Echeveria lilacina
- Echeveria longiflora
- Echeveria longissima
- Echeveria lozanoi
- Echeveria lutea
- Echeveria lyonsii
- Echeveria macdougallii
- Echeveria macrantha
- Echeveria maxonii
- Echeveria megacalyx
- Echeveria minima
- Echeveria mondragoniana
- Echeveria montana
- Echeveria moranii
- Echeveria mucronata
- Echeveria multicaulis
- Echeveria multicolor
- Echeveria nayaritensis
- Echeveria nebularum
- Echeveria nodulosa
- Echeveria novogaliciana
- Echeveria nuda
- Echeveria olivacea
- Echeveria oreophila
- Echeveria pallida
- Echeveria paniculata
- Echeveria papillosa
- Echeveria parrasensis
- Echeveria patriotica
- Echeveria peacockii
- Echeveria penduliflora
- Echeveria pendulosa
- Echeveria perezcalixii
- Echeveria peruviana
- Echeveria pilosa
- Echeveria pinetorum
- Echeveria pittieri
- Echeveria platyphylla
- Echeveria pringlei
- Echeveria procera
- Echeveria prolifica
- Echeveria proxima
- Echeveria prunina
- Echeveria pulidonis
- Echeveria pulvinata
- Echeveria purhepecha
- Echeveria purpusorum
- Echeveria quitensis
- Echeveria racemosa
- Echeveria rauschii
- Echeveria rodolfoi
- Echeveria rosea
- Echeveria roseiflora
- Echeveria rubromarginata
- Echeveria runyonii
- Echeveria sayulensis
- Echeveria schaffneri
- Echeveria scheeri
- Echeveria secunda
- Echeveria semivestita
- Echeveria sessiliflora
- Echeveria setosa
- Echeveria shaviana
- Echeveria simulans
- Echeveria skinneri
- Echeveria spectabilis
- Echeveria steyermarkii
- Echeveria stolonifera
- Echeveria strictiflora
- Echeveria subalpina
- Echeveria subcorymbosa
- Echeveria subrigida
- Echeveria tamaulipana
- Echeveria tencho
- Echeveria tenuis
- Echeveria teretifolia
- Echeveria tobarensis
- Echeveria tolimanensis
- Echeveria tolucensis
- Echeveria trianthina
- Echeveria turgida
- Echeveria uhlii
- Echeveria unguiculata
- Echeveria utcubambensis
- Echeveria uxoria
- Echeveria walpoleana
- Echeveria waltheri
- Echeveria valvata
- Echeveria westii
- Echeveria whitei
- Echeveria viridissima
- Echeveria wurdackii
- Echeveria yalmanantlanensis
- Echeveria zorzaniana

## Bildgalleri

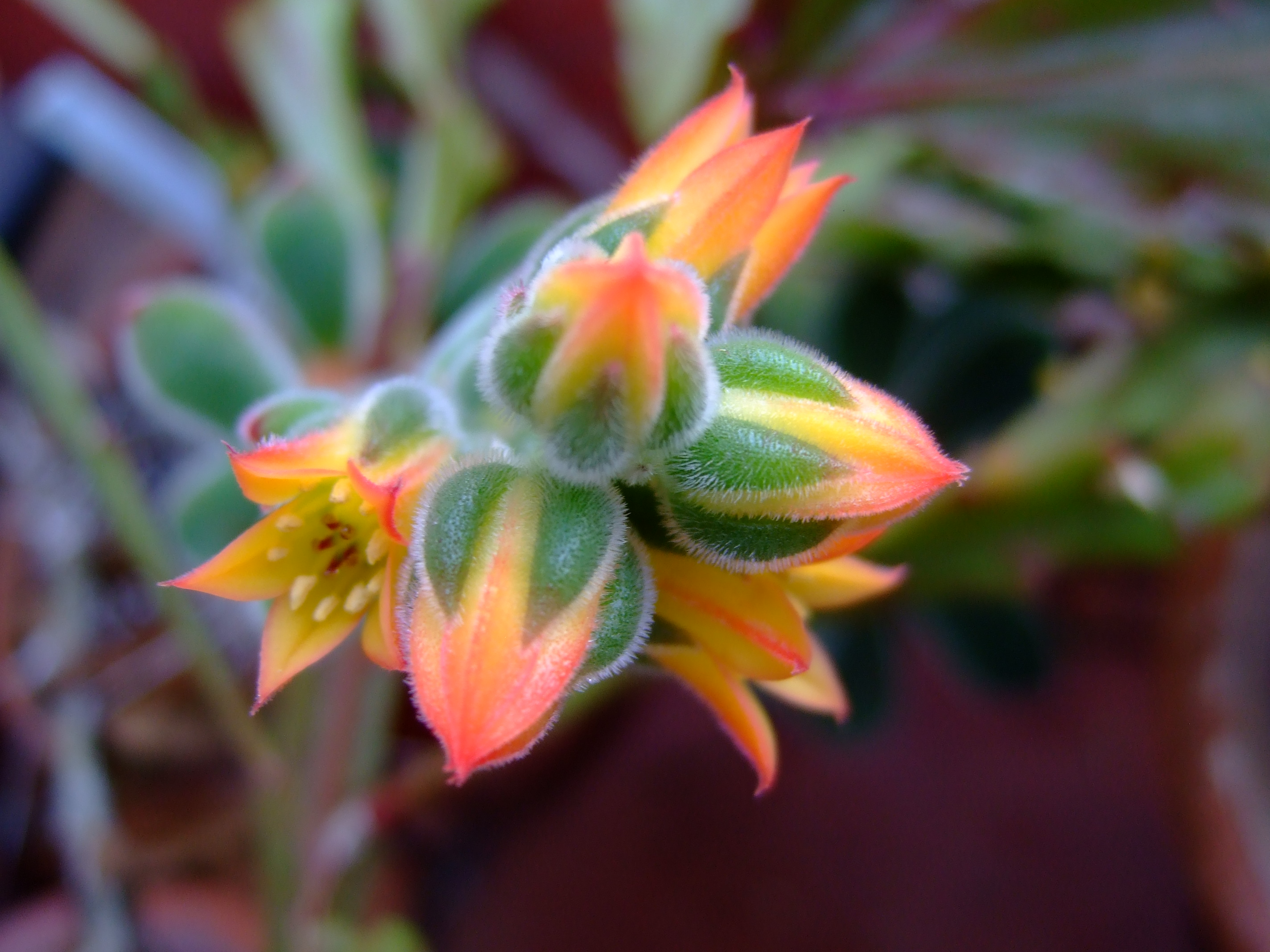
Blommor hos Echeveria pulvinata, sammetsecheveria.